# Rapporto di Koenigsberger
In geofisica, il rapporto di Koenigsberger, indicato con {\displaystyle \mathbf {Q} }, è il rapporto tra la magnetizzazione indotta {\displaystyle \mathbf {M} _{\text{i}}} e quella rimanente {\displaystyle \mathbf {M} _{\text{r}}}, che sono legate tra loro dalla relazione
{\displaystyle \mathbf {M} =\mathbf {M} _{\text{i}}+\mathbf {M} _{\text{r}}}
dove {\displaystyle \mathbf {M} } è la magnetizzazione totale di una roccia.
Il rapporto di Koenigsberger tra le due grandezze, è dato da
{\displaystyle \mathbf {Q} =\mathbf {M} _{\text{i}}/\mathbf {M} _{\text{r}}}
Tale rapporto fu descritto per la prima volta dal fisico tedesco Johann Georg Koenigsberger. Si tratta di un parametro adimensionale spesso usato nell'esplorazione geofisica per descrivere le caratteristiche magnetiche di un corpo roccioso in modo da poterne interpretare le anomalie magnetiche.
Un rapporto di Koenigsberger  Q minore di 1 indica che il maggior contributo alla magnetizzazione totale di una roccia è collegato alla rimanenza magnetica.